# Соболевский, Валент Фаустин
Граф Валент (Валентин) Фаустин Соболевский (пол. Walenty Faustyn Sobolewski; 1765 −1831) — польский аристократ, занимавший высокие посты в государственном управлении Варшавского герцогства и Царства Польского.

## Биография
Представитель польского дворянского рода Соболевских герба «Слеповрон». Единственный сын каштеляна варшавского Матвея Леона Соболевского (1724—1804) и Евы Шидловской. Двоюродный брат государственного деятеля Игнатия Соболевского (1770—1846).
Валент Соболевский был секретарем в Кабинете Его Королевской Милости Станислава Августа Понятовского в 1784—1789 годах, старостой варшавским (1785—1794), депутатом варшавского земли на Четырёхлетний сейм в 1788 году, членом Ассамблеи друзей конституции 3 мая 1791 года. Он был членом Варшавской комиссии надлежащего порядка в 1788 году.
С 1800 года член Общества друзей науки.
Сенатор-каштелян Варшавского герцогства (с 1807 года), сенатор-воевода Варшавского герцогства (c 1810 года). В 1812 году Валент Соболевский присоединился к Всеобщей конфедерации Королевства Польского, образованной при участии французского императора Наполеона в 1812 году во время французского вторжения в Россию.
В 1815 году он стал сенатором-воеводой Царства Польского, в 1816—1819 годах — министр юстиции Царства Польского, в 1826—1830 годах — президент Административного совета.

## Награды
- Орден Белого орла (Речь Посполитая, 1792)
- Орден Святого Станислава (Речь Посполитая, 1787)
- Орден Почётного легиона, кавалер (Французская империя, 1807)
- Орден Святого Владимира 1-й степени (Российская империя, 1829)

## Семья
1 октября 1795 года в Варшаве Валент Соболевский женился на своей двоюродной сестре Изабелле Грабовской (1776—1858), внебрачной дочери последнего польского короля Станислава Август Понятовского (1732—1798) и его морганатической жены, Эльжбеты Грабовской (1748/1749 — 1810). У супругов было три дочери:
- Тереза Лаура Юзефа (1796—1798)
- Изабелла Валентина Лаура Александра (род. 1798), жена (с 1825 года) графа Юзефа Квилецкого.
- Квирина Паулина (1800—1812)